# 사로니코스 제도

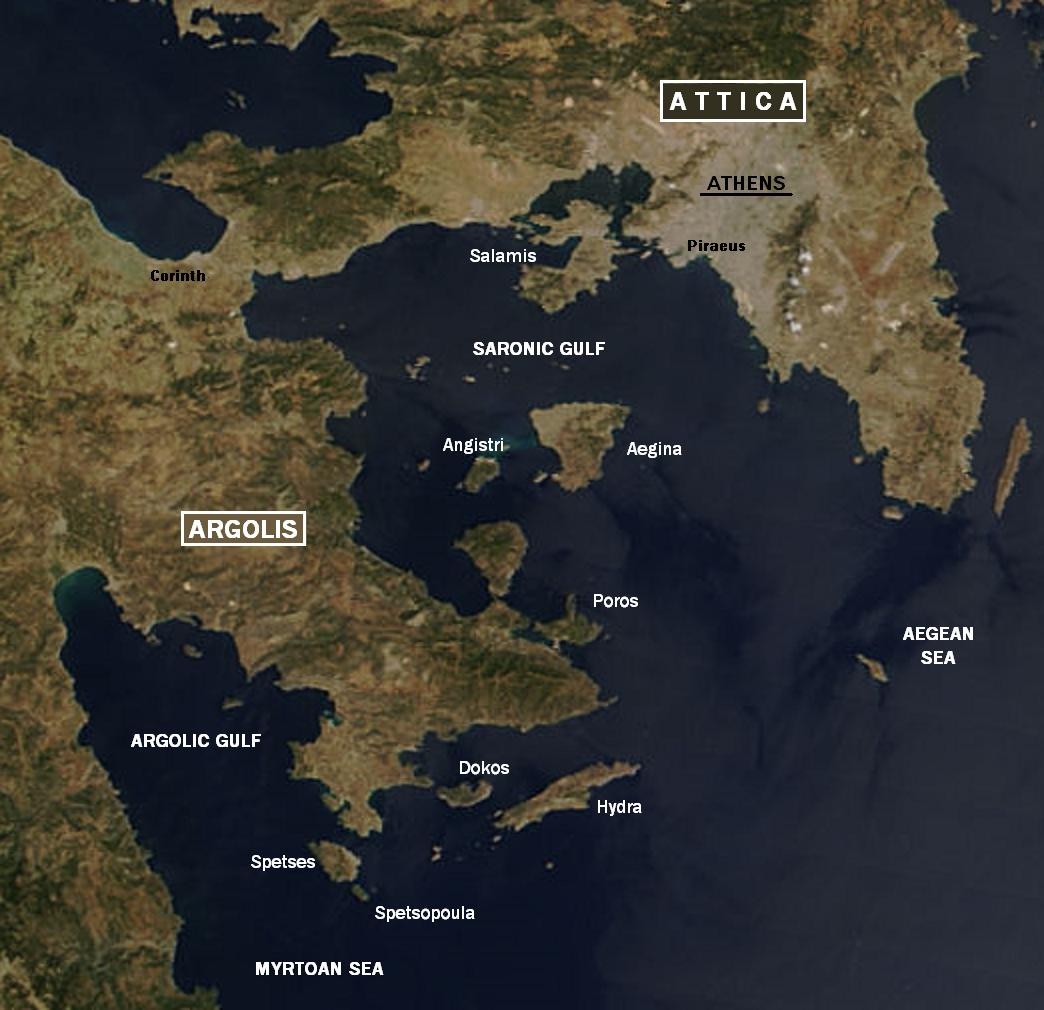

사로니코스 제도(그리스어: Νησιά Σαρωνικού, Saronic Islands)는 그리스의 에게해, 사로니코스만에 떠 있는 여러 개의 섬을 일컫는다. 

## 섬
사로니코스 제도에 속하는 섬은 아래와 같다.
| 섬         | 면적 (Km2) | 인구 (2011) |
| ---------- | ---------- | ----------- |
| 살라미스   | 96         | 39,283      |
| 에기나     | 83         | 13,056      |
| 이드라     | 50         | 1,948       |
| 포로스     | 23         | 3,951       |
| 스페체스   | 22         | 3,934       |
| 도코스     | 12.5       | 18          |
| 아기스트리 | 13         | 1,142       |

- 살라미스섬: 고대 그리스 해군이 페르시아 함대의 공격을 막았던 살라미스 해전의 무대
- 에기나섬
- 아기스트리섬
- 포로스섬

사로니코스만과 아르골리다만 사이에 위치한 이드라섬, 도코스섬도 포함될 수 있다. 그리스 부호의 대부분은 이 섬에 별장을 소유하고 있으며, 피레아스와 펠로폰네소스반도에서 상시적으로 페리가 운항하게 된다.

## 같이 보기
- 에게해 제도